# Толи (Северная Дакота)
Толи или Толли  (англ. Tolley) — город в штате Северная Дакота, США. По состоянию на 2013 год, численность населения составляла 49 человек.

## История
Город был основан в 1905 году.

## Географическое положение
Гленберн расположен в 24 км западнее столицы округа города Мохолл. Климат Влажный континентальный, с теплым летом и холодной зимой.

## Население
Расовый состав согласно оценкам Бюро переписи населения США на 2010 год:
- белые — 100,0 %

Гендерный состав 61,7 % мужчин и 38,3 % женщин. Средний возраст населения составляет 48,3 года.

## Экономика
Наибольшая занятость в сферах розничной торговли, услуги питания и проживания, сельского хозяйства, нефтегазодобывающей промышленности. 

## Транспорт
- Железнодорожная станция.

## Полиция
За порядок и безопасность жителей города отвечает Офис шерифа округа Ренвилл, в составе 6 приведённых к присяге сотрудников.